# Krymskie Obserwatorium Astrofizyczne
Krymskie Obserwatorium Astrofizyczne (Kod 095) – obserwatorium astronomiczne typu astrofizycznego, położone w przysiółku typu miejskiego Naucznyj na Półwyspie Krymskim. Obserwatorium znajduje się na wzniesieniu o wysokości około 600 m n.p.m., 25 kilometrów od miejscowości Symferopol i 12 km od Bachczysaraju. Instytut został założony 30 czerwca 1945 roku jako dział Obserwatorium w Pułkowie. Składa się z kilku wydziałów astronomicznych, z których każde dysponuje instrumentami obserwacyjnymi:
- Laboratorium Fizyki gwiazd i galaktyk – 7 teleskopów
- Laboratorium Fizyki Solarnej – 4 teleskopy: BLS-1, BLS-2, KG-1, KG-2
- Laboratorium Astronomii Gamma – 2 teleskopy
- Centrum międzydziałowe – radioteleskop RT-22
- Laboratorium Astrofizyki Doświadczalnej.

Oprócz tego obserwatorium dysponuje:
- refraktorem o średnicy 122 cm,
- największym na Ukrainie teleskopem zwierciadlanym o średnicy 264 centymetrów.

W latach 1966–2007 obserwatorium odkryło 1286 nowych planetoid. W lipcu 2016 roku zajmowało ono 22. miejsce na świecie wśród obserwatoriów, które odkryły największą liczbę nowych planetoid.
Wśród najbardziej znanych planetoid odkrytych przez instytut należą m.in.: (2170) Byelorussia, (2163) Korczak, (2698) Azerbajdzhan.
W 2008 roku obserwatorium wraz z trzema innymi obiektami tego typu na terenie Ukrainy zostało wpisane na ukraińską listę informacyjną UNESCO – listę obiektów, które Ukraina zamierza rozpatrzyć do zgłoszenia do wpisu na listę światowego dziedzictwa UNESCO.